# Stockenroth

Stockenroth 11, einer der Urhöfe

Stockenroth ist ein Gemeindeteil des Marktes Sparneck im Landkreis Hof (Oberfranken, Bayern). Stockenroth liegt in der Gemarkung Sparneck.

## Geografie
Das Dorf liegt am Fuß des Waldsteins auf der Münchberger Hochfläche zwischen Fichtelgebirge und Frankenwald. Höchste Erhebung ist der Schachtel- oder Schlegelsberg (591 m) im Südwesten des Dorfes, niedrigste Stelle ist der Lauf der Saale (512 m). Der Ort wurde, sich den landschaftlichen Gegebenheiten anpassend, als kleines, etwas urtümlich wirkendes Waldhufendorf entlang des Föhrenbaches angelegt. Dieser mündet nach kurzem Lauf bei der Saalmühle in die Sächsische Saale. Die vier Urhöfe weisen dabei alle mit ihrer Stirnseite in Richtung Anger, eine ungewöhnliche Ausrichtung, da die Häuser in der Region zu dieser Zeit meist nach Süden ausgerichtet waren.
Die Kreisstraße HO 18 führt nach Sparneck (1,8 km östlich) bzw. an Mechlenreuth vorbei nach Münchberg zur Bundesstraße 289 (2,8 km nordwestlich). Gemeindeverbindungsstraßen führen nach Saalmühle (1,4 km nordöstlich) und nach Grohenbühl (0,9 km südöstlich).

## Geschichte
Stockenroth-Germersreuth wurde vermutlich Anfang des 12. Jahrhunderts durch die Walpoten gegründet. Ursprünglich existierte nur das Dorf Germersreuth. Dieses bestand bei der Gründung vermutlich nur aus vier ganzen Höfen und einem Herrenhof samt Turmhaus als Rückzugsort für die Bewohner bei gewalttätigen Auseinandersetzungen. Bald nach der Gründung ging die Macht auf die Herren von Sparneck über. Anfang des 15. Jahrhunderts gelangte das Dorf zusammen mit anderen Orten entlang des Waldsteins unter böhmische Lehensabhängigkeit. Die Böhmische Krone belehnte anfangs weiterhin die Herren von Sparneck und nach deren Niedergang den Rat Christoph Haller von Hallerstein, der die Güter am 16. März 1563 an die Hohenzollern in Kulmbach veräußerte. Die Zugehörigkeit zur Böhmischen Krone bestand formal bis 1792, als das gesamte Fürstentum Bayreuth durch Verkauf an Preußen fiel.
Das Dorf Stockenroth (alte Schreibweisen: „Stockenrode, Stockerodt, Stockaroth“) entstand erst Anfang des 18. Jahrhunderts und beschränkte sich ursprünglich auf das Areal des bereits um 1400 errichteten gleichnamigen Schlosses und seiner Wirtschaftsflächen. 
Im Schloss Stockenroth befand sich von Mitte des 16. Jahrhunderts bis ins 18. Jahrhundert der Sitz eines (Ober-)Amtes. Dieses hatten die Markgrafen dort eingerichtet um ihre neuen Besitzungen vor dem Waldstein zu verwalten. 1680 vereinigte Markgraf Christian Ernst die Ämter Münchberg, Stockenroth und Hallerstein im Oberamt Münchberg-Stockenroth. Im 17. Jahrhundert entwickelte sich Stockenroth zu einem Zentrum der Pferdezucht und spielte eine wesentliche Rolle bei der Einführung der Kartoffel. 1731 verlegte der damalige Amtmann Johann Georg Hartung seinen Wohnsitz nach Sparneck. Das Stockenrother Schloss fiel 1762 der Spitzhacke zum Opfer. Das Oberamt Münchberg-Stockenroth-Hallerstein wurde 1779 aufgelöst und der Landeshauptmannschaft Hof zugeschlagen.
Gegen Ende des 18. Jahrhunderts bestand Stockenroth und Germersreuth aus 21 Anwesen. Hiervon waren das Schloss, das Schlosstorhaus und ein Haus herrschaftlicher Besitz. Die Hochgerichtsbarkeit sowie die Dorf- und Gemeindeherrschaft stand dem bayreuthischen Amt Stockenroth zu. Grundherren waren die Hofkammer Bayreuth (2 Halbhöfe) und das Kastenamt Stockenroth (6 Halbfrohnhöfe, 1 Hof, 1 Gütlein, 7 Tropfhäuser, davon eines mit Schmiederecht, 1 Wirtshaus).
Von 1797 bis 1810 unterstand Stockenroth dem Justiz- und Kammeramt Münchberg. Infolge des Ersten Gemeindeedikts wurde Stockenroth dem 1812 gebildeten Steuerdistrikt Sparneck und der zugleich entstandenen Ruralgemeinde Sparneck zugeordnet. Es wurde wenige Jahre später von den Bürgern die Bildung einer Gemeinde mit Reinersreuth beantragt, was jedoch abgelehnt wurde, da die finanzielle Tragbarkeit bezweifelt wurde.

### Einwohnerentwicklung
| Jahr      | 1799  | 1812  | 1819   | 1861   | 1871   | 1885   | 1900   | 1925   | 1950   | 1961   | 1970   | 1987   | 2007 |
| Einwohner | 115   | *126  | *156   | 119    | 132    | 126    | 94     | 105    | 130    | 90     | 104    | 85     | 110  |
| Häuser    | 22    | *22   |        |        |        | 18     | 19     | 16     | 18     | 19     |        | 27     |      |
| Quelle    | [ 9 ] | [ 5 ] | [ 10 ] | [ 11 ] | [ 12 ] | [ 13 ] | [ 14 ] | [ 15 ] | [ 16 ] | [ 17 ] | [ 18 ] | [ 19 ] |      |

## Religion
Kirchlich gehörte das Dorf zum großen Sprengel der Pfarrei Münchberg, die anfangs vom Bistum Bamberg lehensabhängig war und dem Archidiakonat Kronach unterstand. Nach der Reformation kam die Pfarrei 1558 zur Superintendentur Hof, bis Münchberg 1660 selbst Sitz einer solchen wurde. Nach der Stiftung der Pfarrei in Sparneck durch Christoph Haller von Hallerstein im Jahre 1562 wurden die Bewohner südlich des Föhrenbaches dieser zugewiesen, die Bewohner des nördlichen Teils blieben bei Münchberg. Aufgrund dieser Teilung entwickelte sich vermutlich auch die heute gültige Aufteilung des Dorfes in Stockenroth (südlich des alten Bachlaufes) und Germersreuth (nördlich des alten Bachlaufes).

## Kultur
Der ASV Stockenroth hat 300 Mitglieder. Hauptsächliche Sportarten sind Fußball, Skilanglauf und Leichtathletik. Der Name Allgemeiner Sport- und Kulturverein (ASV) rührt daher, dass nach dem Zweiten Weltkrieg der Arbeitersportverein und der Bürgerliche Sportverein fusionierten.
Die Freiwillige Feuerwehr Stockenroth wurde 1875 gegründet. Im Jahr 2016 hatte sie 30 aktive Mitglieder.

## Wirtschaft
Die berufsständische Gliederung und soziale Struktur der Germersreuther und Stockenrother Bevölkerung waren und sind nicht einheitlich. Schon frühzeitig lebte dort die ortsadelige Familie mit ihrem Gesinde neben den Bauern. Von 1563 bis 1758 wohnten die markgräflichen Beamten im Schloss und der Land- und Gerichtsknecht in der Fronfeste. Später ließen sich Tagelöhner in den aufgelassenen Schlossgütern nieder. Spätestens seit Mitte des 17. Jahrhunderts gab es dort eine Ziegelhütte und ein Wirtshaus. Auch eine Schmiede ist im 19. Jahrhundert nachgewiesen. Eine große Bedeutung hatte damals auch die Textilverarbeitung. Im Familienverzeichnis von 1856 sind neben 13 Bauern 16 Webermeister aufgeführt. Diese Tradition hat bis in die Neuzeit gewirkt. Noch Ende des 20. Jahrhunderts gab es in Stockenroth eine kleine Weberei.
Aktuell gibt es im Ort eine Schreinerei und eine Holzhandlung. 17,78 % der Dorfbevölkerung haben ihren Haupterwerb in der Landwirtschaft, mehr als 50 % sind in Gewerbe und Industrie am Ort sowie in den umliegenden Orten tätig.